# Lista de parques estaduais da Dakota do Norte

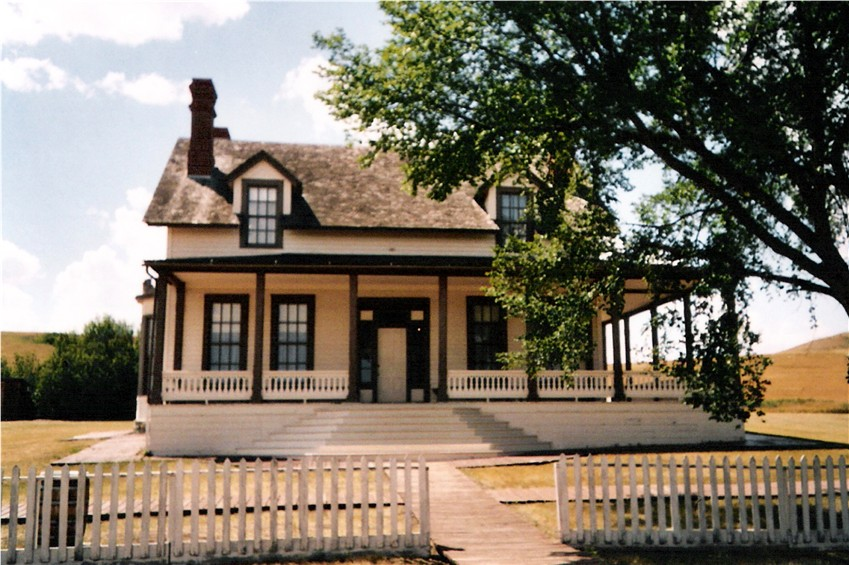
Custer House

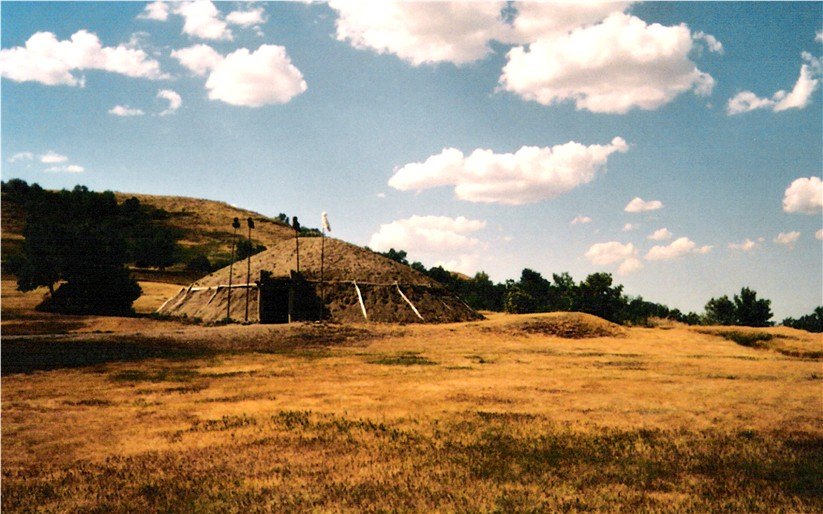
Fort Lincoln

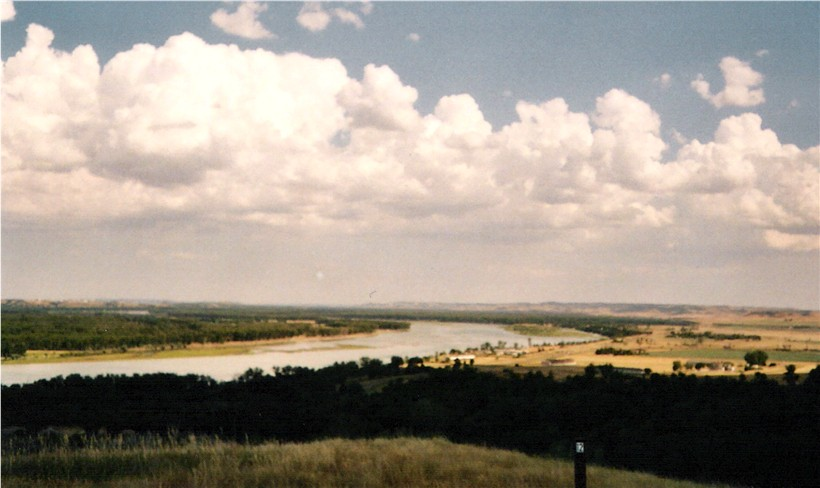
Rio Missouri no Fort Lincoln

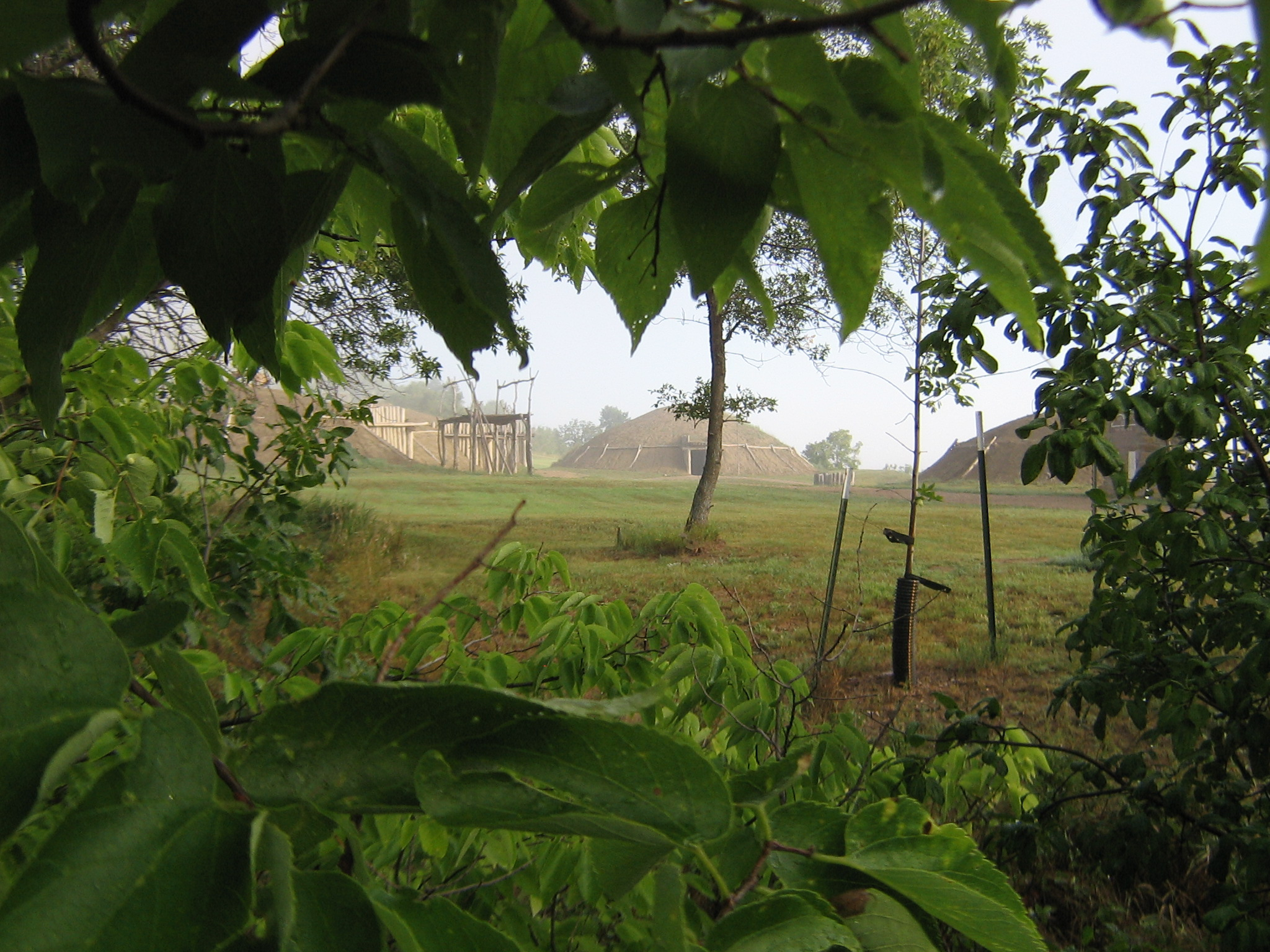
On-a-Slant Mandan Village.jpg

Lista dos parques estaduais do estado do Dakota do Norte, Estados Unidos.
- Parque Estadual de Beaver Lake
- Parque Estadual de Cross Ranch
- Parque Estadual de Devils Lake
- Área de Recreação Estadual de Black Tiger Bay
- Parque Estadual de Grahams Island
- Parque Estadual de Doyle Memorial
- Parque Estadual de Fort Abraham Lincoln
- Parque Estadual de Fort Ransom
- Parque Estadual de Fort Stevenson
- Parque Estadual de Fort Stevenson
- Historic Elmwood
- Parque Estadual de Icelandic
- Área de Preservação Natural de Gunlogson Arboretum
- Área de Recreação Estadual de Indian Hills Resort
- Parque Estadual de Lake Metigoshe
- Parque Estadual de Lake Sakakawea
- Parque Estadual de Lewis and Clark
- Parque Estadual de Little Missouri
- Área de Recreação Estadual de Sully Creek
- Área de Recreação Estadual de Shelver’s Grove
- Parque Estadual de Turtle River